# 아리마 노리요리

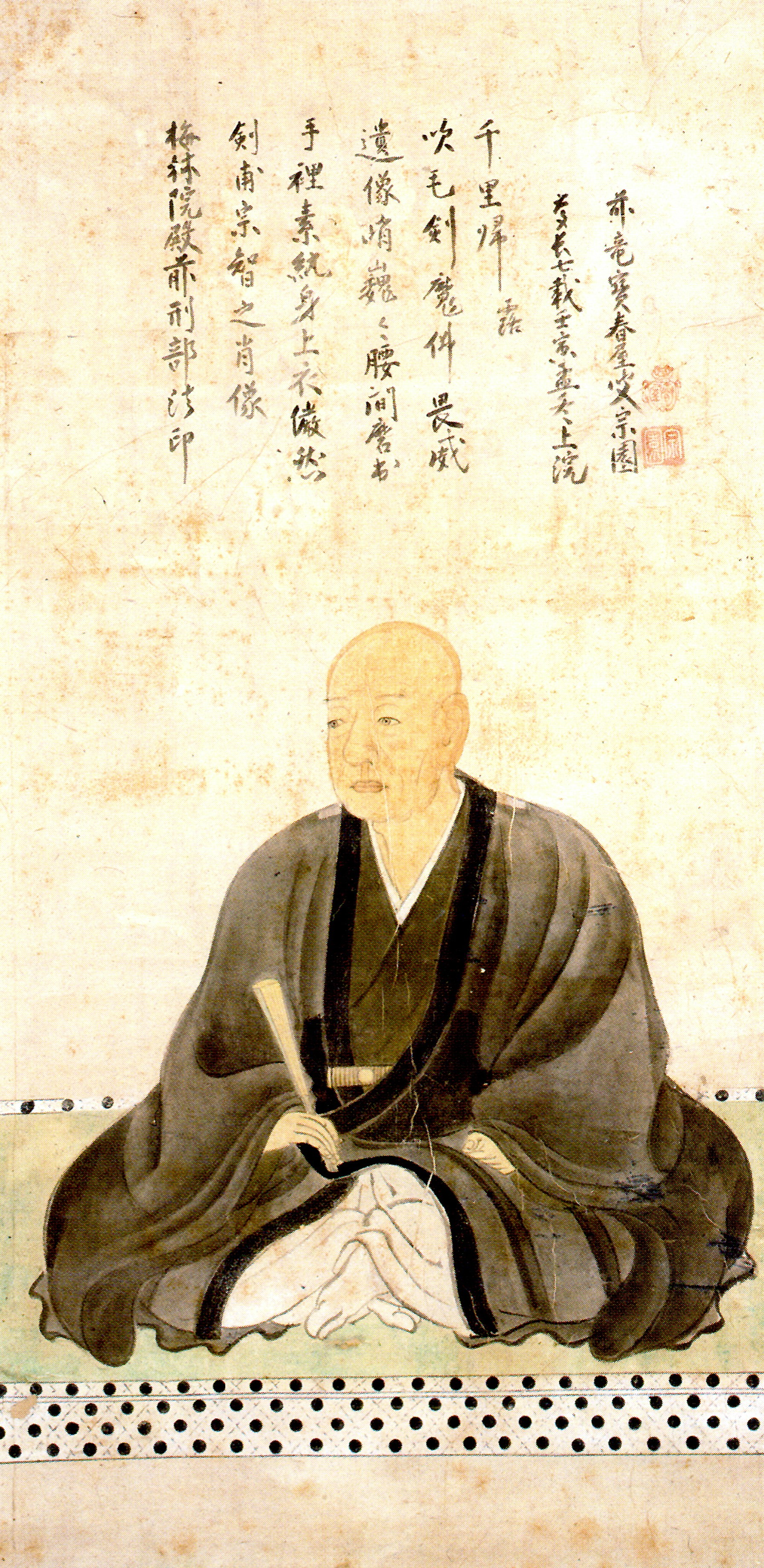
아리마 노리요리

아리마 노리요리(일본어: 有馬則頼, 덴분 2년 음력 2월 23일(1533년 3월 18일) ~ 게이초 7년 음력 7월 28일(1602년 9월 13일))는 센고쿠 시대부터 아즈치모모야마 시대까지의 무장이다. 셋쓰 산다성주. 구루메번 아리마가(久留米藩有馬家) 초대 당주. 아리마 시게노리의 차남. 어머니는 관령 호소카와 스미모토의 딸이다.

## 생애
덴분 2년(1533년) 하리마 미쓰다성(만다성)에서 탄생했다. 에이로쿠에 가독을 계승하고, 미요시 나가요시와 벳쇼 나가하루를 따른다.
덴쇼 8년(1580년), 하시바 히데요시가 오다 노부나가의 명을 받고 중국에 공격을 개시하자, 그 향도 역할을 맡아 전공이 있었고, 히데요시로부터 하리마에 3200석을 받았다.
덴쇼 12년(1584년)에는 고마키・나가쿠테 전투(小牧・長久手の戦い)에서 적남 노리우지(則氏)를 잃었다. 이후에도 규슈 평정(九州の役), 조선 출병 등에 참가해 모두 공을 세웠다. 도요토미씨의 후시미성 축성에도 공적이 있어 1만 5000석까지 추가되었다. 또한 차남 유타카씨도 히데요시를 섬기고 있어 아버지와는 독립적으로 영을 얻고 있다.
노리요리는 다인(茶人)으로도 유명한데, 히데요시(秀吉)를 와카슈(和歌衆)으로 모셨다. 패발 후에는 형부경 법인(刑部卿法印)을 칭해, 마찬가지로 가중(歌衆)을 지낸 가나모리 나가치카(金森長近)·식부경 법인(式部卿法印)와 함께 '산보시(三法師)'라고 칭해졌다.
히데요시 사후 아들 유타카씨와 함께 도쿠가와 이에야스에게 접근했고, 게이초 5년(1600년) 세키가하라 전투에서는 동군에 가담해 참전했다. 게이초 6년(1601년) 1월 18일, 셋쓰 아리마씨 연고지인 셋쓰 아리마군에서 2만 석을 주어 미타(三田)로 옮겼다.
게이쵸 7년 7월 28일, 미타에서 70세에 순절했다. 오고(淡河)의 덴쇼지(天正寺)에 묻혔다. 유령은 단바 후쿠치야마번주가 되어 있던 차남 유타카씨가 계승했다.
유타카씨는 후에 오사카 전투(大坂の役)의 군공으로 구루메번 초대 번주가 되었다.

## 일화
기요스 회의 때의 에피소드(エピソード)로서 다음이 전해지고 있다. 회의에 임하여 시바타 가쓰이에등은 히데요시를 해치려고 했지만, 늦게 아리마 노리요리가 성문을 밀고 지나가, 히데요시의 측에 있어 호위를 맡았다. 히데요시는 이를 덕으로 삼아 노리요리를 후대(厚遇)했다고 한다.
히데요시는 종종 노리가 운영하는 오사카 저택(大坂屋敷)의 찻자리에 참석하여 후모나스차(附藻茄子茶, 가지차), 우거지와 목계(牧谿)의 화축(画軸) 등, 다양한 명품을 주었다.
임진왜란(1592년~1596년), 히데요시가 도쿠가와 이에야스를 후시미(伏見)에 머물게 하고 에도에 돌려보내지 않았던 일이 있고, 이에야스의 의뢰에 따라 노리요리가 그 귀국을 위해 주선한 것이 이에야스와의 접근의 계기가 되었다.『간세이 시게히데 제가보』에 따르면, 그 후 다시 상경한 이에야스는 노리요리에게 베니야(紅粉屋), 카타츠키차(肩衝茶)를 선물했다.

## 같이 보기
- 셋쓰 아리마씨

| 전임 야마자키 이에모리 | 제1대 산다성 성주 (셋쓰 아리마가) 1601년 ~ 1602년 | 후임 아리마 도요우지 |